# Królowie akadyjscy

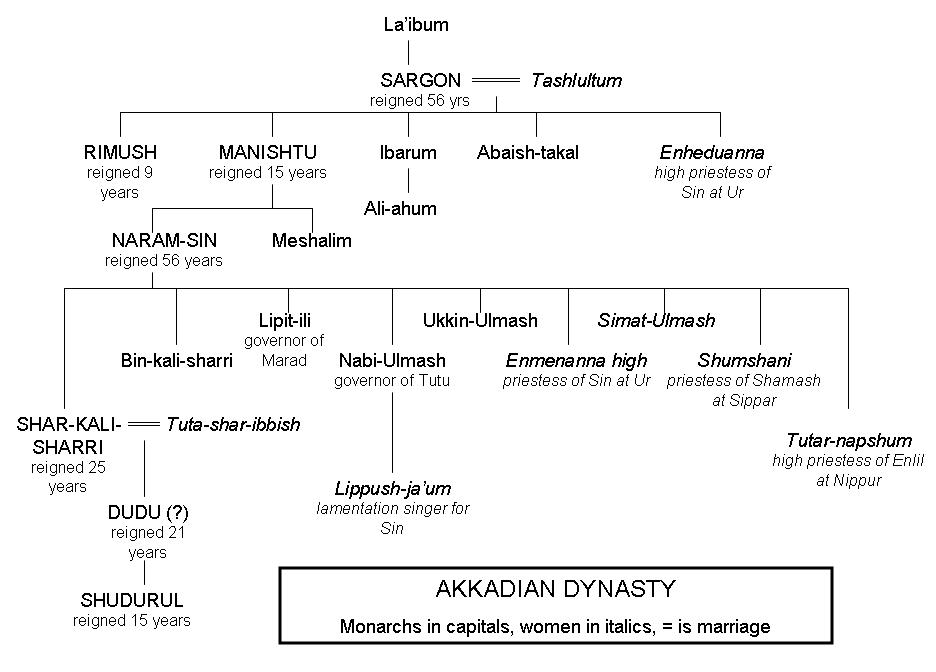
drzewo genealogiczne królów z dynastii akadyjskiej

Lista królów z dynastii akadyjskiej (2 poł. III tysiąclecia p.n.e.):
- Sargon Wielki (ok. 2334-2279 p.n.e.)
- Rimusz (ok. 2278-2270 p.n.e.)
- Manisztusu (ok. 2269-2255 p.n.e.)
- Naram-Sin (ok. 2254-2218 p.n.e.)
- Szar-kali-szarri (ok. 2217-2193 p.n.e.)
- bezkrólewie (ok. 2192-2189 p.n.e.)
- Dudu (ok. 2188-2169 p.n.e.)
- Szu-durul (ok. 2168-2154 p.n.e.)